# Bollebygds SK
Bollebygds SK, BSK, är en idrottsförening från Bollebygd i Västergötland, bildad 2021 genom ombildning av Bollebygds IF (1907). Föreningen har fotboll, friidrott, gymnastik och handboll på programmet.

## Fotboll
BSK:s fotbollssektion bygger på anor från dels Bollebygds IF, i seriespel sedan 1922 och som forstrat spelare som Glenn Martindahl, samt dels IF Olsfors, med meriter från tredje högsta serien. Seniorlagen från föreningarna sammanfördes 2014 som Bollebygds IF/IF Olsfors, som 2021 omdanades till BSK.
Första säsongen i BSK:s regi vann herrlaget sin division VI-serie och säsongen 2022 slutade laget på fjärde plats i division V (sjundedivisionen). Sektionen har utöver herrlaget ungdoms- och barnlag på såväl pojk- som flicksidan samt futsallag i seriespel.